# Criza messiniană

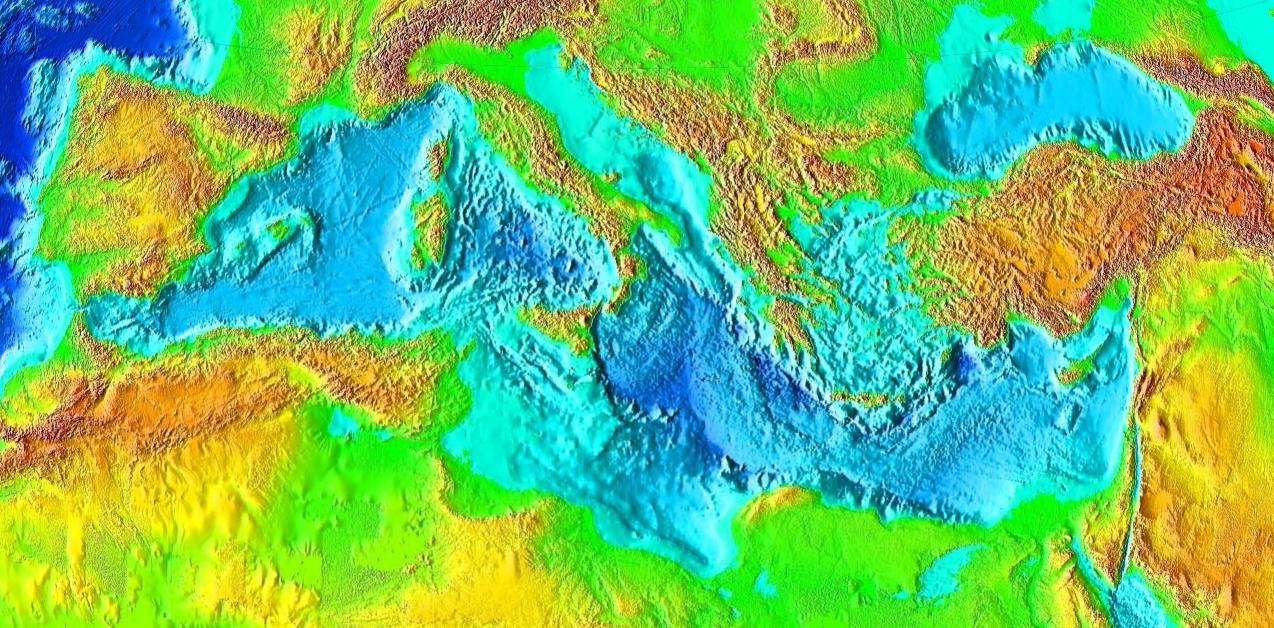
Suprafaţa Mării Mediterane

Criza messiniană este numele dat unui eveniment geologic în care Marea Mediterană s-a evaporat parțial sau aproape complet, petrecut în urmă cu aproximativ 6 milioane de ani, în timpul vârstei Messiniane din Miocen.

## Descoperirea
În 1961, cercetările seismologice din bazinul Mării Mediterane au scos la iveală o particularitate geologică la aproximativ 100-200 de metri sub fundul mării. Această particularitate, numită "factorul M", urmărea aproape constant conturul fundului marii, sugerând că s-a depus în mod constant și echilibrat, la o anumită perioadă din timp. Zece ani mai târziu, un program de foraje marine la mare adâncime, a descoperit că acest "factor M" era un strat de evaporite, un tip de roci formate prin evaporarea apei, de o grosime de până la 3km. 

## Dovezi
Mostre de sedimente adunate din forajele la mare adâncime în Marea Mediterană, incluzând minerale evaporite, soluri și plante fosilizate, arată că, cu aproximativ 5,9 milioane de ani în urmă, în Miocenul târziu, Strâmtoarea Gibraltar s-a închis iar Marea Mediterană, izolată de Oceanul Atlantic, s-a evaporat. În locul ei s-a format un bazin uscat, cu adâncimi de până la 3,2 - 4,9 km sub nivelul oceanului. Fenomenul a avut loc datorită faptului că Marea Mediterană are o rată de evaporare foarte ridicată și depinde de apele Atlanticului pentru a-i furniza deficitul de apă pierdută prin evaporare. Din acest motiv ea este și mult mai sărată decât Oceanul Atlantic.
Primele dovezi solide asupra secării Mării Mediterane, au apărut în vara anului 1970, când geologii de la bordul navei de foraje "Glomar Challenger", au scos la iveală mostre conținând roci arroyo, silicate roșii și verzi, ghipsuri, anhidrite și alte minerale care în mod normal se formează în urma evaporării apei sărate. O altă mostră conținea un material format dintr-un depozit de nămoluri specifice fundului mării, însă uscate, transformate în praf și transportate de vânturile care băteau pe câmpia abisală, în final ajungând într-un lac de apă sărată. Aceste straturi erau alternate de straturi care conțineau fosile marine, indicând o succesiune de perioade de inundații și de secări. Întregul bazin a suferit inundări repetate pe o perioadă de circa 700.000 de ani. În urmă cu 5,4 milioane ani, la începutul Pliocenului, bariera din dreptul Strâmtorii Gibraltar s-a rupt, inundând permanent bazinul.
Alte dovezi ale secării Mării Mediterane vin de la rămășițele unor canioane (acum scufundate) tăiate în marginile bazinului uscat, de râurile care curgeau spre câmpia abisală. Spre exemplu, Nilul își săpase o albie de câteva sute de metri adâncime la Assuan și de 2.400m sub nivelul mării, sub Cairo. Alte depozite din Messinian au fost împinse spre uscat în perioade succesive și pot fi observate în nord-estul Libiei, Italia și Sicilia.
Dacă Strâmtoarea Gibraltar se va închide din nou, ceea ce este foarte probabil să se întâmple într-un apropiat viitor geologic (deși extrem de distant pe o scară de timp umană), iar Canalul Suez s-ar închide, Marea Mediterană s-ar evapora complet în aproape o mie de ani.

## Efecte globale
Un efect al evaporării ar fi fost redistribuția apei în oceanele lumii, ridicând nivelul global al mării cu până la 10 metri. Bazinul în schimb ar fi sechestrat un procent important din sarea din apele oceanelor. Astfel s-a redus gradul mediu de salinitate al apelor marine și a crescut temperatura la care apa îngheța. Cu apa mării mult mai predispusă la îngheț și temperatura planetei ar fi scăzut. 
Din punct de vedere meteorologic, este foarte posibil ca în zona bazinului condițiile atmosferice să fi fost puternic afectate, în special în perioadele calde. Dacă Strâmtoarea Gibraltar nu s-ar fi redeschis, așa cum nu s-a întâmplat nici cu pământul din jurul Canalului Suez, cursul istoriei umane ar fi luat o cu totul altă întorsătură, dat fiind că în zona Mediteraneană au apărut mai târziu multe culturi importante.